# Осётровка (река)
Осётровка — река в России, протекает в Белохолуницком районе Кировской области. Устье реки находится в 864 км по левому берегу реки Вятка. Длина реки составляет 27 км, площадь водосборного бассейна — 164 км². В 5,9 км от устья принимает слева реку Леманка.
Исток реки в 9 км к северу от города Белая Холуница. Река течёт на север, затем на северо-запад. В нижнем течении на правом берегу крупное село Всехсвятское (центр Всехсвятского сельского поселения) и нежилая деревня Суворовцы. В селе Всехсвятское на реке плотина и запруда. Притоки — Леманка (левый), Бекрякуша (правый). Впадает в боковую старицу Вятки пятью километрами выше села Сырьяны. Ширина реки у устья — 7 метров.

## Данные водного реестра
По данным государственного водного реестра России, Осётровка относится к Камскому бассейновому округу, водохозяйственный участок реки — Вятка от истока до города Киров, без реки Чепца, речной подбассейн реки — Вятка. Речной бассейн реки — Кама.
По данным геоинформационной системы водохозяйственного районирования территории РФ, подготовленной Федеральным агентством водных ресурсов:
- Код водного объекта в государственном водном реестре — 10010300212111100031518
- Код по гидрологической изученности (ГИ) — 111103151
- Код бассейна — 10.01.03.002
- Номер тома по ГИ — 11
- Выпуск по ГИ — 1